# 임상아
임상아(林尚雅, 1973년 2월 25일 ~ )는 대한민국의 배우, 가수이자 패션 디자이너, 사업가이다. 1994년 광고를 통해 연예계에 데뷔한 이후 1998년까지 배우와 가수로 활발히 활동했다. 이후 뉴욕으로 떠나 2001년부터 파슨스 디자인 스쿨을 다니기 시작했다. 2006년에는 자신의 이름을 딴 패션 브랜드 상아(Sang A)를 런칭했다. 현재는 뉴욕 소호를 기반으로 활동하고 있다.

## 약력

### 연예계 활동
임상아는 계원예술고등학교, 한성대학교 무용학과를 졸업했고, 22살이 되던 1994년 화장품 《식물나라》 광고에 출연하며 연예계 데뷔했다. 이후 1995년 케이블 음악채널 KMTV 비디오자키로 활동하다가 그해 SBS 특채 탤런트로 연기자의 길로 들어섰다. 그녀는 드라마 《야망의 불꽃》, 《남자 대탐험》,《형제의 강》 등과, 뮤지컬 《아가씨와 건달들》, 《넌센스》 등에 출연하며 배우외에도 MC를 넘나들며 활발히 활동하였다. 이후 1996년에는 가수로 변신해 《뮤지컬》, 《저 바다가 날 막겠어》 등의 히트곡을 발표하며 1998년까지 3장의 음반을 내며, 90년대 중후반 많은 인기를 얻었던 대표적인 만능 엔터테이너였다.

### 패션 디자이너
임상아는 1998년말 3집 음반 발매하고 돌연 연예계를 떠나 미국 뉴욕으로 건너갔다. 그녀가 당초 뉴욕으로 떠난 이유는 어린시절의 꿈인 영화감독이 되고자 뉴욕대학교에서 필름프로덕션 과정을 수료하며 영화공부를 했고, 잠시 요리학원을 다니며 요리공부에 나서는 등 방황을 하기도 했다. 그러던 중 2001년 파슨스 디자인 스쿨에서 2년간 패션 비즈니스와 드로잉을 배우면서 패션사업에 눈을 뜨기 시작했다. 그녀는 헐리우드 유명 스타일리스트의 조수로 옷 가방을 나르는 밑바닥 생활부터 시작해, 미국 《보그》 패션 스타일팀의 스타일리스트로서 경력을 쌓아갔고 인턴 8개월, 어시스턴트 1년을 거쳐 평소 패션 소품으로 가장 중요한 핸드백 사업을 하기로 결정하고 2006년에 본인의 이름을 딴 가방 브랜드 《상아(Sang A)》를 런칭했다.
임상아가 디자인한 《상아(Sang A)》 브랜드는 2006년부터 뉴욕의 유명 패션 디자이너들의 매장에서 함께 선보이고 있는 것으로 알려졌으며, 현재는 미국 내 27개 편집매장에서 판매되고 있고, 악어, 타조 등의 소재와 이국적인 디자인으로 인기를 얻으며 캐나다, 프랑스, 영국, 이탈리아, 일본, 사우디아라비아 등 전 세계에 30개 매장에 진출했다. 한국에는 롯데백화점 명동점 애비뉴엘 편집매장 엘리든에 입점해 있으며, 그외에도 할리우드의 톱스타 비욘세, 앤 해서웨이, 리한나, 애슐리 심슨, 키이라 나이틀리, 데본 아오키 등이 그녀의 가방을 애용하는 것으로 알려졌다.
임상아는 2007년 《삼성패션디자인펀드(SFDF)》가 선정한, 해외에서 뛰어난 성과를 거둔 패션인의 수상자로 선정되었고, 2010년 미국의 권위 있는 디자이너단체인 《CFDA(미국패션디자이너협회)》의 회원이 되었으며, 같은 해에는 《2008 CFDA/VOGUE 패션펀드》의 12명의 아메리칸 디자이너로 선정되었다. 임상아는 미국에서의 성공을 발판으로 SK네트웍스가 신규 론칭하는 핸드백 브랜드인 《루즈앤라운지》의 아트디렉터로 기용되었고, 그녀는 뉴욕과 미국을 한 달에 한 번씩 오가며 1년간 《루즈앤라운지》의 핸드백 디자인에 참여했다.
임상아는 2007년에 MBC 《휴먼 쇼 네버엔딩스토리》를 통해 도미 이후 10년여만에 미국 뉴욕에서의 결혼 생활과 디자이너로 성공한 자신의 근황을 첫 공개했고, 2010년에는 그녀의 지난 10년간의 뉴욕생활을 담은 책 《SANG A 뉴욕 내러티브 99-09》을 출간했다. 임상아는 책 출판을 앞두고 제일모직과 살림출판사의 공식 초청으로 10년만에 한국에 방문했고, tvN 《현장토크쇼 택시》를 통해 오랜만에 토크쇼에 출연했다.

## 사생활
임상아는 2004년 유대인계 미국인의 재즈 기타리스트 출신의 음반 프로듀서 제이미 프롭과 결혼식을 올렸다. 슬하에는 딸 올리비아 프롭을 두고 있다. 임상아는 결혼 당시 종교가 불교였지만 유대인 남편과 결혼하기 위해 1년 6개월간 공부해 유대교로 개종하기도 했다.
2014년에는 남편과 10년간의 결혼생활을 청산하고 이혼한 것이 언론을 통해 보도 되었는데 이혼 시점과 딸 양육권, 이혼 사유에 대해서는 정확하게 알려지지 않았다.

## 학력
- 계원예술고등학교 (졸업)
- 한성대학교 현대무용학과 (학사)
- 파슨스 디자인 스쿨 패션 비즈니스 학과 (졸업)

## 경력 사항
- 2006년 《상아(SANG A)》 런칭
- 2013년 SK네트웍스 《루즈앤라운지》 아트디렉터

## 음악 활동 및 연기 활동

### 음반
솔로
- 1996년 1집 《Yim Sang A》 (임상아 - Drama) ※셀프 타이틀
- 1997년 2집 《The Day》
- 1998년 3집 《부메랑》

참여
- 1996년 김현철 5집 《동야동조》 - 크리스마스 이브 (With 임상아)

### 드라마
- 1995년 SBS 월화 드라마 《야망의 불꽃》 - 서지수 역
- 1995년 SBS 시트콤 《LA아리랑》
- 1996년 SBS 드라마스페셜 《남자 대탐험》 - 이순정 역
- 1996년 SBS 수목 드라마 《형제의 강》 - 서정자 역
- 1997년 SBS 월화 드라마 《여자》
- 1997년 MBC 월화 드라마 《복수혈전》 - 지원 역
- 1997년 SBS 시트콤 《미스 & 미스터》 - 특별출연
- 1997년 MBC 시트콤 《남자 셋 여자 셋》
- 1998년 MBC 주말연속극 《마음이 고와야지》
- 1998년 SBS 주말극장 《사랑해 사랑해》 - 해리 역
- 1998년 SBS 일일연속극 《7인의 신부》 - 유미 역

### 뮤지컬
- 1995년《스타가 될거야》
- 1995년 《아가씨와 건달들》
- 《이수일과 심순애》
- 1998년 《넌센스》 - 메리레오 수녀 역[24]

## 그 외 출연

### 라디오
- 1997년 SBS 파워FM 《김지호의 사랑느낌》 - 임시 진행[25]

### 방송
진행
- 1995년 음악채널 KMTV 뮤직비디오 쟈키
- 1995년 SBS 《콘서트 음악세상》 - MC
- 1995년 SBS 《출발! 모닝와이드》 - 주말 MC
- 2010년 올리브 《She's Olive 임상아의 A:List》

게스트 출연
- 1995년 SBS 《특집 신년음악회》
- 1995년 SBS 《슈퍼TV 세계가 보인다》
- 1996년 KBS1 《체험 삶의 현장》
- 1996년 SBS 《96코미디 전망대 - 인텔리 포장마차》
- 1997년 KBS1 《TV는 사랑을 싣고》
- 1997년 SBS 《스타가 당신을 찾아간다》
- 1997년 KBS2 《토요일 전원출발 - 이벤트스페셜》
- 1997년 MBC 《아빠의 청춘》
- 1997년 SBS 추석특집 《연예인 총출동 흉내내기 챔피언》
- 1997년 KBS2 《슈퍼선데이 - 서세원의 공포체험 돌아보지마》
- 1997년 SBS 《코미디뮤지컬 홍도 VS 곰순》
- 1997년 MBC 창사36주년 특별기획 《높고 깊은 사랑》
- 1997년, 1998년 KBS1 《열린음악회》
- 1997년 KBS2 가수의 날 특집 《97 인기가수 대축제》
- 1997년 KBS2 《서세원의 화요스페셜》
- 1997년 KBS2 《밤의 이야기쇼》
- 1998년 MBC 《좋은 밤입니다》
- 1998년 MBC 《10대 세상!내일이 보여요 - 사랑의 해결사》
- 2007년 MBC 《휴먼 쇼 - 네버엔딩스토리》
- 2008년 MBC 《일요일 일요일밤에 - 경제야 놀자 세계를 가다 뉴욕편》
- 2010년 tvN 《현장토크쇼 택시》
- 2011년 SBS 《강심장》[26]
- 2014년 SBS 추석특집 《열창클럽 썸씽》
- 2017년 MBC 《미스터리 음악쇼 복면가왕》 125회 참가자 '목소리 황금비율 골든마스크'
- 2019년 JTBC 《다큐 플러스》 55회 : 라이프를 입은 디자인 - 출연·내레이션
- 2019년 tvN 《문제적 보스》
- 2020년 KBS2 《사장님 귀는 당나귀 귀》 47회
- 2021년 MBC 《라디오스타》710회

광고
- 1995년 CJ제일제당 식물나라
- 1997년 대상 로즈버드 커피

## 저서
- 2009년 《SANG-A 뉴욕 내러티브 99-09》(살림life)

## 수상 내역
- 1995년 M21 뮤직스타 선발대회 동상(VJ 부분)
- 1996년 SBS 연기대상 신인여자연기상
- 1997년 제15회 모델라인 패션피날레 베스트드레서상 (가수 부분)
- 2007년 제3회 삼성패션디자인펀드(SFDF) 올해의 패션인 수상